# Frères de sang (film, 1973)
Pour les articles homonymes, voir Frère de sang (homonymie).
Frères de sang (刺馬, Ci Ma) est un film hongkongais réalisé par Chang Cheh, sorti en 1973.

## Synopsis
Deux bandits de grands chemins en embuscade sur une route (David Chiang et Chen Kuan Tai), tentent de dévaliser un passant, Ma Hsin-yi (Ti Lung). Celui-ci s'avère être un redoutable artiste martial et il ne tarde pas à les maîtriser. Ils finiront par allier leurs forces afin de mener à bien l'ambitieux projet de Ti Lung : devenir chef de bande et dominer la région. Une fois ses desseins accomplis, il décide de rejoindre l'armée impériale et d'y faire sa place. Il part seul et réussit dans ses projets. 
Deux années plus tard, il rappelle des deux compagnons auprès de lui pour qu'ils le rejoignent dans les rangs des armées impériales. Grâce à de nombreuses victoires, Ma Hsin-yi finit par obtenir un poste de gouverneur. Malgré leur amitié, de graves problèmes vont apparaître, Ma Hsin-yi et Mi Lan, femme de Huang Chung, entretenant une relation adultère. Ma Hsin-yi décide alors de faire assassiner son ami Huang Chung car il craint qu'un scandale ne compromette ses ambitions et ne lui fasse perdre son poste. Cette décision entraînera les trois frères de luttes dans la mort. 
En effet, Chang Wen-hsiang se rend compte des projets des Ma Hsin-yi. Celui-ci a fait envoyer Huang Chung dans le Nord pour une expédition contre des bandits mais ce n'est qu'un prétexte pour le faire assassiner discrètement, l'intégralité des membres de l'expédition étant complice de Ma Hsin-yi et ayant pour mission d'assassiner Huang Chung. Dans un premier temps, Chang Wen-hsiang tente de convaincre Huang Chung de partir avec lui en lui expliquant que sa femme est infidèle et qu'il est en danger de mort. Mais celui-ci, s'emportant, refuse et repart avec le corps expéditionnaire. Chang Wen-hsiang tente alors le tout pour le tout en allant voir directement Ma Hsin-yi pour qu'il renonce à son projet. Il arrive néanmoins trop tard, Huang Chung  étant déjà assassiné. Une dispute s'ensuit mais Chang Wen-hsiang, ne parvenant pas à vaincre Ma Hsin-yi, s'enfuit en se promettant de revenir se venger.
Quelque temps plus tard, il assassine par surprise Ma Hsin-yi au milieu de ses troupes puis il se rend. Il sera peu après exécuté.

## Fiche technique
- Titre : Frères de sang
- Titre original : 刺馬, Ci Ma
- Titre anglais : Blood Brothers
- Réalisation : Chang Cheh
- Scénario : Chang Cheh et Ni Kuang
- Société de production : Shaw Brothers
- Pays d'origine : Hong Kong
- Format : Couleurs - 2,35:1 - Mono - 35 mm
- Genre : Wu Xia Pian
- Durée : 118 minutes
- Date de sortie : 1973

## Distribution
- David Chiang : Chang Wen-hsiang
- Ti Lung : Ma Hsin-yi
- Chen Kuan-tai : Huang Chung
- Ching Li : Mi-lan